# Michael Morrison
Michael Brian Morrison (Bury St Edmunds, Suffolk, Inglaterra, 3 de marzo de 1988) es un futbolista inglés. Juega de defensa y su equipo es el Cambridge United F. C. de la League One de Inglaterra.

## Trayectoria
Morrison comenzó su carrera en el Cambridge United de la Conference National. Luego de tres años en el primer equipo, se unió al Leicester City, club donde contribuyó al ascenso a la Championship en 2009. Pasó la mitad final de la temporada 2010-11 en el Sheffield Wednesday de la League One, para luego fichar por el Charlton Athletic.
Ayudó al Charlton a conseguir el ascenso a la Championship en su primera temporada con el club, donde fue nombrado segundo capitán, y jugó regularmente hasta el 2014 cuando fichó por el Birmingham City, inicialmente como préstamo.
El 19 de julio de 2019 el Reading F. C. hizo oficial su fichaje por dos temporadas. Estuvo una tercera antes de recalar en el Portsmouth F. C. en julio de 2022. Abandonó este equipo en enero de 2023 para volver a Cambridge quince años después.

## Estadísticas
Actualizado al último partido disputado el 3 de mayo de 2025.
| Club                                                                                   | Div.          | Temporada     | Liga  | Liga  | Copas nacionales(1) | Copas nacionales(1) | Total | Total |
| Club                                                                                   | Div.          | Temporada     | Part. | Goles | Part.               | Goles               | Part. | Goles |
| -------------------------------------------------------------------------------------- | ------------- | ------------- | ----- | ----- | ------------------- | ------------------- | ----- | ----- |
| Cambridge United F. C. Inglaterra                                                      | 5.ª           | 2005-06       | 22    | 2     | 3                   | 1                   | 25    | 3     |
| Cambridge United F. C. Inglaterra                                                      | 5.ª           | 2006-07       | 45    | 1     | 0                   | 0                   | 45    | 1     |
| Cambridge United F. C. Inglaterra                                                      | 5.ª           | 2007-08       | 41    | 0     | 4                   | 0                   | 45    | 0     |
| Leicester City F. C. Inglaterra                                                        | 3.ª           | 2008-09       | 35    | 3     | 8                   | 0                   | 43    | 3     |
| Leicester City F. C. Inglaterra                                                        | 2.ª           | 2009-10       | 31    | 2     | 4                   | 1                   | 35    | 3     |
| Leicester City F. C. Inglaterra                                                        | 2.ª           | 2010-11       | 11    | 0     | 4                   | 1                   | 15    | 1     |
| Leicester City F. C. Inglaterra                                                        | Total club    | Total club    | 77    | 5     | 16                  | 2                   | 93    | 7     |
| Sheffield Wednesday F. C. Inglaterra                                                   | 3.ª           | 2010-11       | 12    | 0     | 3                   | 0                   | 15    | 0     |
| Sheffield Wednesday F. C. Inglaterra                                                   | Total club    | Total club    | 12    | 0     | 3                   | 0                   | 15    | 0     |
| Charlton Athletic F. C. Inglaterra                                                     | 3.ª           | 2011-12       | 45    | 4     | 5                   | 1                   | 50    | 5     |
| Charlton Athletic F. C. Inglaterra                                                     | 2.ª           | 2012-13       | 44    | 1     | 1                   | 0                   | 45    | 1     |
| Charlton Athletic F. C. Inglaterra                                                     | 2.ª           | 2013-14       | 45    | 1     | 6                   | 1                   | 51    | 2     |
| Charlton Athletic F. C. Inglaterra                                                     | 2.ª           | 2014-15       | 2     | 0     | 2                   | 0                   | 4     | 0     |
| Charlton Athletic F. C. Inglaterra                                                     | Total club    | Total club    | 136   | 6     | 14                  | 2                   | 150   | 8     |
| Birmingham City F. C. Inglaterra                                                       | 2.ª           | 2014-15       | 21    | 0     | 2                   | 0                   | 23    | 0     |
| Birmingham City F. C. Inglaterra                                                       | 2.ª           | 2015-16       | 46    | 3     | 3                   | 1                   | 49    | 4     |
| Birmingham City F. C. Inglaterra                                                       | 2.ª           | 2016-17       | 31    | 3     | 1                   | 0                   | 32    | 3     |
| Birmingham City F. C. Inglaterra                                                       | 2.ª           | 2017-18       | 33    | 1     | 2                   | 0                   | 35    | 1     |
| Birmingham City F. C. Inglaterra                                                       | 2.ª           | 2018-19       | 43    | 7     | 1                   | 0                   | 44    | 7     |
| Birmingham City F. C. Inglaterra                                                       | Total club    | Total club    | 174   | 14    | 9                   | 1                   | 183   | 15    |
| Reading F. C. Inglaterra                                                               | 2.ª           | 2019-20       | 44    | 2     | 4                   | 0                   | 48    | 2     |
| Reading F. C. Inglaterra                                                               | 2.ª           | 2020-21       | 35    | 4     | 1                   | 0                   | 36    | 4     |
| Reading F. C. Inglaterra                                                               | 2.ª           | 2021-22       | 29    | 2     | 0                   | 0                   | 29    | 2     |
| Reading F. C. Inglaterra                                                               | Total club    | Total club    | 108   | 8     | 5                   | 0                   | 113   | 8     |
| Portsmouth F. C. Inglaterra                                                            | 3.ª           | 2022-23       | 22    | 0     | 6                   | 0                   | 28    | 0     |
| Portsmouth F. C. Inglaterra                                                            | Total club    | Total club    | 22    | 0     | 6                   | 0                   | 28    | 0     |
| Cambridge United F. C. Inglaterra                                                      | 3.ª           | 2022-23       | 19    | 0     | ―                   | ―                   | 19    | 0     |
| Cambridge United F. C. Inglaterra                                                      | 3.ª           | 2023-24       | 38    | 1     | 3                   | 0                   | 41    | 1     |
| Cambridge United F. C. Inglaterra                                                      | 3.ª           | 2024-25       | 41    | 1     | 5                   | 0                   | 46    | 1     |
| Cambridge United F. C. Inglaterra                                                      | Total club    | Total club    | 206   | 5     | 15                  | 1                   | 221   | 6     |
| Total carrera                                                                          | Total carrera | Total carrera | 735   | 38    | 68                  | 6                   | 803   | 44    |
| (1) Incluye FA Cup, Copa de la Liga de Inglaterra, Football League Trophy y FA Trophy. |               |               |       |       |                     |                     |       |       |

## Palmarés

### Títulos nacionales
| Título              | Club                    | País       | Año     |
| ------------------- | ----------------------- | ---------- | ------- |
| Football League One | Leicester City F. C.    | Inglaterra | 2008-09 |
| Football League One | Charlton Athletic F. C. | Inglaterra | 2011-12 |

### Distinciones individuales
| Distinción                          | Año     |
| ----------------------------------- | ------- |
| PBA Equipo del año de la League One | 2011-12 |